# Дон Гарпер
Дон Гарпер  (англ. Dawn Harper, 14 червня 1984) — американська легкоатлетка, олімпійська чемпіонка.

## Виступи на Олімпіадах
| Олімпіада   | Дисципліна                    | Місце |
| ----------- | ----------------------------- | ----- |
| Пекін 2008  | біг на 100 метрів з бар'єрами | 1     |
| Лондон 2012 | біг на 100 метрів з бар'єрами | 2     |